# Dedicazione del tempio di Gerusalemme (Santolo Cirillo)
La Dedicazione del tempio di Gerusalemme è un affresco (4,5×9 m) eseguito nel 1737 da Santolo Cirillo per la controfacciata della basilica di San Paolo Maggiore di Napoli.

## Storia e descrizione
La commessa a Santolo Cirillo fu avanzata dai padri teatini il 28 maggio 1736, per il quale fu previsto un compenso complessivo pari a 1.500 ducati, che però includeva anche diciotto tele collocate tra le arcate del registro inferiore della navata centrale, di cui sedici con Storie della vita di Gesù e due della vita di san Gaetano.
Sulla scorta di quanto fece il maestro del pittore Francesco Solimena con la Cacciata di Eliodoro dal tempio (1725) per la chiesa del Gesù Nuovo, anche qui l'impostazione del grande affresco nella controfacciata segue una struttura piramidale, dove molteplici personaggi sono disposti più o meno caoticamente su uno scalone che sale verso il tempio, dov'è collocato al centro il protagonista del tema narrativo, il re Salomone. L'opera trae ispirazione dal I Libro dei Re (8, 1-66), dove si narra della cerimonia di dedicazione del tempio di Gerusalemme fatto costruire da Salomone, per espresso desiderio del padre Davide, al fine di dare una degna sistemazione all'Arca dell'Alleanza. La composizione immortala il momento in cui, subito dopo che i sacerdoti hanno sistemato l'arca nella cella del tempio, «Il re Salomone e tutta la comunità d'Israele convocata presso di lui si raccolsero davanti all'arca, e sacrificarono pecore e buoi in quantità tale da non potersi contare né calcolare.».
I richiami al Solimena sono individuabili anche in alcune singole figure, oltre che all'insieme compositivo: sulla destra, dietro i due uomini che sgozzano il bue, è raffigurato un condottiero su un cavallo impennato, che ricorda il cavaliere della Cacciata di Eliodoro, mentre a sinistra il comandante degli armigeri, raffigurato di profilo mentre osserva la scena, ricalca quello che il maestro eseguì nel suo primo grande affresco, il Miracolo delle rose, di Donnaregina Nuova.
L'opera fu talune volte criticata dai forestieri, come Achille de Lauzières che valutò negativamente l'impostazione prospettica delle figure poste in alto. Giovan Battista Chiarini invece spese parole di elogio verso i toni cromatici utilizzati, che donavano vivezza alla scena.
L'affresco è firmato e datato sul basamento del gradino in basso a sinistra.